# Charlotte Denman Lozier
Charlotte Denman Lozier (16 de marzo de 1844 - 3 de enero de 1870) fue una médica y profesora estadounidense. Como feminista hizo campaña por el sufragio femenino y asociaciones de mujeres trabajadoras, así como por otras organizaciones benéficas progresistas.
Lozier nació en el Oeste de Estados Unidos. Su madre falleció cuándo Charlotte era aún joven, y tuvo que cuidar de su familia. Estudió medicina y se convirtió en profesora del New York Medical College para mujeres. Lozier murió a causa de complicaciones que se produjeron tras su embarazo y el nacimiento de su tercer hijo, que nació varios días antes de su fallecimiento.
El Charlotte Lozier Institute, que recibe su nombre en su honor, es un think tank por los derechos de los no nacidos y fue fundado en 2011. Se trata de una rama de investigación y educación de la Susan B. Anthony List.